# Megaporus feryi
Megaporus feryi är en skalbaggsart som beskrevs av Hendrich, Balke och Wewalka 2010. Megaporus feryi ingår i släktet Megaporus och familjen dykare. Inga underarter finns listade i Catalogue of Life.